# نات فينكلستاين
نات فينكلستاين (بالإنجليزية: Nat Finkelstein)‏ هو مصور وكاتب وصحفي ومؤلف أمريكي، ولد في 16 يناير 1933 في بروكلين في الولايات المتحدة، وتوفي في 2 أكتوبر 2009 في Shandaken, New York ‏ في الولايات المتحدة بسبب ذات الرئة.

## وصلات خارجية
- نات فينكلستاين على موقع IMDb (الإنجليزية)
- نات فينكلستاين على موقع ميوزك برينز (الإنجليزية)
- نات فينكلستاين على موقع قاعدة بيانات الفيلم (الإنجليزية)